# Dezvoltare durabilă
Conceptul de dezvoltare durabilă desemnează totalitatea formelor și metodelor de dezvoltare socio-economică care se axează în primul rând pe asigurarea unui echilibru între aspectele sociale, economice și ecologice și elementele capitalului natural.

## Conceptul
Cea mai cunoscută definiție a dezvoltării durabile este cu siguranță cea dată de Comisia Mondială pentru Mediu și Dezvoltare (WCED) în raportul „Viitorul nostru comun”, cunoscut și sub numele de Raportul Brundtland: „dezvoltarea durabilă este dezvoltarea care urmărește satisfacerea nevoilor prezentului, fără a compromite posibilitatea generațiilor viitoare de a-și satisface propriile nevoi”.
Dezvoltarea durabilă urmărește și încearcă să găsească un cadru teoretic stabil pentru luarea deciziilor în orice situație în care se regăsește un raport de tipul om - mediu, fie că e vorba de mediul înconjurător, mediul economic sau mediul social. 
Deși inițial dezvoltarea durabilă s-a vrut a fi o soluție la criza ecologică determinată de intensa exploatare industrială a resurselor și degradarea continuă a mediului și căuta deci în primul rând prezervarea calității mediului înconjurător, în prezent conceptul s-a extins asupra calității vieții în complexitatea sa, și sub aspect economic și social. Obiect al dezvoltării durabile este acum și preocuparea pentru dreptate și echitate între state, nu numai între generații.

## Scurt istoric
Conceptul a fost legat inițial de problemele de mediu și de criza resurselor naturale, în special a celor legate de energie de acum 30 de ani. Termenul însuși este foarte tânăr și s-a impus în vara lui 1992, după Conferința privind mediul și dezvoltarea, organizată de Națiunile Unite la Rio de Janeiro.
Durabilitatea pleacă de la ideea că activitățile umane sunt dependente de mediul înconjurător și de resurse. Sănătatea, siguranța socială și stabilitatea economică a societății sunt esențiale în definirea calității vieții. 
Discuțiile prin care s-a ajuns în final la dezvoltarea durabilă au început la începutul anilor '70. În 1972, Conferința privind Mediul Ambiant care a avut loc la Stockholm a pus pentru prima dată în mod serios problema deteriorării mediului înconjurător în urma activităților umane care pune în pericol însuși viitorul omenirii. În 1983, își începe activitatea Comisia Mondială pentru Mediu și Dezvoltare (WCED), condusă de Gro Harlem Brundtland, după o rezoluție adoptată de Adunarea Generală a Națiunilor Unite.

### Raportul Brundtland
Doi ani mai târziu (în 1985), este descoperită gaura din stratul de ozon de deasupra Antarcticii și, prin Convenția de la Viena se încearcă găsirea unor soluții pentru reducerea consumului de substanțe care dăunează stratului protector de ozon care înconjoară planeta. În 1986, la un an după catastrofa de la Cernobîl, apare Raportul Brundtland al WCED, cu titlul Viitorul nostru comun care dă și cea mai citată definiție a dezvoltării durabile („sustainable development”, tradus literal: dezvoltare sustenabilă):
„Dezvoltarea durabilă este cea care satisface nevoile prezentului, fără a compromite posibilitatea generațiilor viitoare de a-și satisface nevoile lor”.
Totodată, Raportul Brundtland admitea că dezvoltarea economică nu poate fi oprită, dar că strategiile trebuie schimbate astfel încât să se potrivească cu limitele ecologice oferite de mediul înconjurător și de resursele planetei. În finalul raportului, comisia susținea necesitatea organizării unei conferințe internaționale asupra dezvoltării durabile. 
Astfel, în 1992, are loc la Rio de Janeiro „Summit-ul Pamântului”, la care au participat reprezentanți din aproximativ 170 de state. În urma întâlnirii, au fost adoptate mai multe convenții, referitoare la schimbările de climă (reducerea emisiilor de metan și dioxid de carbon), diversitatea biologică (conservarea speciilor) și stoparea defrișărilor masive. De asemenea, s-a stabilit un plan de susținere a dezvoltării durabile, Agenda 21.
La 10 ani de la Conferința de la Rio, în 2002, a avut loc, la Johannesburg, Summitul privind dezvoltarea durabilă.

## Implementare
Fiecare om, conștient sau nu, poate contribui la dezvoltarea durabilă. De fapt, se poate vorbi de o gândire de durată atunci când se colectează (depun) deșeuri din plastic sau hârtie în locurile special amenajate. 
La nivel industrial, lucrurile s-au mișcat mult mai repede. Astfel, multe fabrici folosesc deșeuri drept combustibil, iar în anumite localități se încearcă implementarea unor sisteme de încălzire casnică pe bază arderii deșeurilor. Unele companii au conștientizat importanța economică (dar și ecologică) a recuperării și refolosirii deșeurilor.

## Societate durabilă
Lester R. Brown a creat în 1974 „Worldwatch Institute” și este promotorul unor serii de studii, materializate în rapoartele anuale privind progresele pe calea structurării unei societăți durabile: "Starea lumii" sau „Semne vitale”. 
Lester R. Brown atrage atenția, în lucrarea „Planul B 2.0” asupra conflictului dintre civilizația industrială și mediul ambiant și menționează corelat aspecte ca: 
- - tendința de epuizare a resurselor naturale de energie, de materii prime și de hrană
- - consumarea resurselor regenerabile într-un ritm superior capacității lor de regenerare
- - deteriorarea fizică și poluarea unor factori vitali de mediu: apă, aer, sol.

În acest context, Brown punctează importanța reciclării deșeurilor. 
O societate durabilă este, o societate care își modelează sistemul economic și social astfel încât resursele naturale globale și sistemele de suport ale vieții să fie menținute.